# Гливенко, Михаил Васильевич
Михаил Васильевич Гливенко (1888 — ?) — русский и советский архивист. Родился в семье служащих. Образование среднее. С августа 1923 до 10 марта 1931 года — заведующий, с 10 февраля 1931 — заместитель заведующего Центрального архива революции в г. Харьков. Действительный член архивной секции Археографической комиссии Главного архивного управления УССР в Харькове, при котором с 1935 года руководил аспирантурой. Член редколлегии журнала по теории и практике архивного дела «Советский архив». Проделал значительную работу по выявлению украинских архивных фондов и переводу их в Харьков и Киев. Заботился о внутреннем обустройстве архивохранилищ. Автор статей о правильном использовании архивных документов.

## Сочинения
- Про внутрішнє устаткування архівосховищ. В кн.: Всеукраїнська нарада завідувателів центральних та краєвих історичних архівів. К., 1928
- Виставки архівних матеріалів. «Радянський архів», 1931, кн. 3
- Організація внутрішньої роботи в архіві на новому етапі архівного будівництва. Там само, кн. 4/5.